# Sybra stramentosa
Sybra stramentosa är en skalbaggsart som beskrevs av Stefan von Breuning 1939. Sybra stramentosa ingår i släktet Sybra och familjen långhorningar.
Artens utbredningsområde är Filippinerna. Inga underarter finns listade i Catalogue of Life.